# بنجامين هازارد
بنجامين هازارد (بالإنجليزية: Benjamin Hazard)‏ هو سياسي أمريكي، ولد في 1770، وتوفي في 1841.